# Teresa Teng
Teresa Teng Li Chun (cinese tradizionale: 鄧麗君; cinese semplificato: 邓丽君; pinyin: Dèng Lìjūn; Wade-Giles: Teng Li-chun; POJ: Tēng Lē-kun; giapponese katakana: テレサ・テン; Baozhong, 29 gennaio 1953 – Chiang Mai, 8 maggio 1995) è stata una cantante e attrice taiwanese di notevole successo nazionale ed internazionale.
Le sue canzoni mantengono una grande popolarità tra gli ascoltatori di Corea, Giappone, Thailandia, Vietnam, Malaysia ed Indonesia, oltre che nei luoghi sinofoni, tanto che è nato il detto "Ovunque ci sia gente cinese, possono essere ascoltate le canzoni di Teresa Teng".
La cantante era principalmente conosciuta per le sue canzoni dal sapore folk e per le sue ballad romantiche, tre le quali le più popolari di sempre sono When Will You Return? (何日君再來) e The Moon Represents My Heart (月亮代表我的心). Le sue canzoni non erano cantate solo nel nativo cinese, ma anche in lingue quali minnan taiwanese, cantonese, giapponese, vietnamita, indonesiano ed inglese.

## Biografia

### Origini
Teresa Teng è nata a Baozhong, cittadina rurale della contea taiwanese di Yunlin, da una famiglia originaria della regione cinese dello Hebei. Ha studiato alla scuola superiore femminile Ginling. Sin da piccola, ha iniziato a partecipare a competizioni canore, per le quali ha vinto anche dei premi, tuttavia il suo primo premio importante risale al 1964, quando ha cantato la canzone Visiting Yingtai, tratta dal film del genere opera Huangmei The Love Eterne (梁山伯與祝英台), dello Studio Shaw. Avendo partecipato ad una competizione ospitata dalla Broadcasting Corporation of China, Teresa è stata presto in grado di supportare economicamente la sua famiglia grazie alla propria musica. Solo con il permesso del padre, la giovane cantante abbandonò gli studi superiori per dedicarsi a tempo pieno alla musica come professione.

### Carriera
Il suo stile canoro riusciva ad unire semplicità e sincerità. Yeh Yueh-Yu, professore di Teoria Culturale della University of Southern California, ha fatto un intervento su di lei, affermando: "È stata la dolcezza nella sua voce che l'ha resa famosa. Aveva una voce perfetta per canzoni folk e ballate, ed aggiungeva un pizzico di stile folk tradizionale a composizioni in stile occidentale". La sua voce è stata descritta quasi "come piangente e supplichevole, tuttavia forte, capace di coinvolgere ed ipnotizzare gli ascoltatori". Il compositore Tsuo Hung-yun l'ha descritta come "per sette parti dolcezza, per tre parti lacrime".
Teresa ottenne il primo assaggio di fama nel 1968, quando si esibì in un popolare programma musicale taiwanese ed ottenne quindi un contratto discografico. Negli anni immediatamente successivi, pubblicò diversi album sotto l'etichetta discografica Life Records. Nel 1973 tentò di sfondare nel mercato musicale del Giappone, cantando con l'etichetta giapponese Polydor e partecipando al Kōhaku Uta Gassen, una competizione canora della durata di un anno. Tra tutti, la cantante fu nominata "Miglior Star Canora Esordiente". Dopo il successo iniziale in Giappone Teresa cantò diverse canzoni in lingua giapponese, tra cui anche alcune hit originali come Give Yourself to the Sands of Time (時の流れに身をまかせ?, Toki no Nagare ni Mi wo Makase), che solo successivamente fu cantata come cover in cinese da lei stessa con il titolo di I Only Care about you (我只在乎你).
Nel 1974, divenne una hit in Giappone la canzone Airport (空港). Teresa rimase popolare nel paese del sol levante, nonostante nel 1979 fosse stata bandita per aver usato un falso passaporto indonesiano, che aveva acquistato al prezzo di 20.000$. Pare che il sotterfugio si fosse reso necessario a causa di una rottura dei rapporti tra Cina e Giappone, avvenuta poco dopo la proclamazione della Repubblica Popolare Cinese a discapito della Repubblica di Cina come rappresentanza ufficiale della Cina nelle Nazioni Unite.
Negli anni '70, dopo il suo debutto giapponese, la popolarità di Teresa Teng ebbe un boom internazionale, favorito anche dall'uso di lingue quali cantonese, giapponese ed inglese nelle sue canzoni, oltre al nativo cinese. Ottenne fama, infatti, anche in paesi quali Malaysia ed Indonesia, e nella madrepatria Taiwan era conosciuta, oltre che come cantante più popolare del momento, anche come "rubacuori di soldati", in quanto teneva spesso concerti per gli ufficiali di stanza nell'isola. Provenendo ella stessa da una famiglia piena di militari, Teresa riuscì a combinare bene gli stili musicali tra pop e folk nativo di Taiwan, in modo da renderla fruibile non solo per gli aborigeni di Taiwan, ma anche per i cinesi rifugiatisi nell'isola dopo la guerra civile cinese tra PCC e Kuomintang.
A causa delle continue tensioni politiche tra il governo di Taiwan e quello della Cina continentale, la sua musica fu interdetta da quest'ultimo per diversi anni all'inizio del decennio del 1980, insieme a quella di quasi tutti gli altri cantanti di Taiwan ed Hong Kong, poiché considerata troppo "borghese". Tuttavia, grazie al mercato nero, la sua popolarità in Cina non decrebbe, ed anzi le sue canzoni continuarono ad essere suonate ovunque, sia nei night club che negli stessi uffici governativi, tanto che il divieto fu presto rimosso. Avendo lo stesso cognome del leader del governo Deng Xiaoping, Teresa fu soprannominata "Piccola Deng", e diede adito alla creazione di un detto secondo il quale "durante il giorno, Deng Xiaoping governa la Cina. Ma di notte, è Teresa Teng che regna".
Alla fine del contratto con la Polydor giapponese, nel 1981, Teresa firmò con l'etichetta Taurus Records, e nel 1983 fece ritorno in Giappone con successo. Nel 1984 la Taurus pubblicò il suo album più venduto ed acclamato da critica e pubblico, Light Exquisite Feeling (淡淡幽情). Esso conteneva dodici canzoni adattate da poesie di epoca Tang e Song, abbinate ad una musica composta dagli scrittori dei suoi primi successi, che univa stili moderni e tradizionali dell'oriente, ma anche dell'occidente. Il singolo più venduto dell'album finora è Wishing We Last Forever (但願人長久). Il numero di singoli pubblicati negli anni tra il 1984 e il 1989 hanno reso questi ultimi "gli anni d'oro di Teresa Teng", fu infatti anche in questo periodo che vinse, per quattro anni consecutivi, il premio "All-Japan Record", segnando un record.
Nel 1989, Teresa cantò a Parigi come portavoce degli studenti che stavano in quel momenti effettuando la protesta di piazza Tiananmen, proclamando così il proprio supporto alla democrazia. Il 27 maggio 1989, più di 30.000 persone assistettero al concerto intitolato Democratic songs dedicated to China (民主歌聲獻中華, Canzoni democratiche dedicate alla Cina), tenutosi all'Happy Valley Racecourse di Hong Kong. Uno dei momenti salienti del concerto è stato l'esecuzione di Teresa di My Home Is on the Other Side of the Mountain.
Durante il corso della sua carriera, Teresa Teng si è esibita in innumerevoli paesi in tutto il mondo, tuttavia non ha mai realizzato la speranza di poter cantare nella patria dei suoi antenati, la Cina propriamente detta. Solo negli anni '90 il Partito Comunista Cinese la invitò a farlo, ma lei morì prima che l'esibizione fosse organizzata.

## Morte e commemorazioni

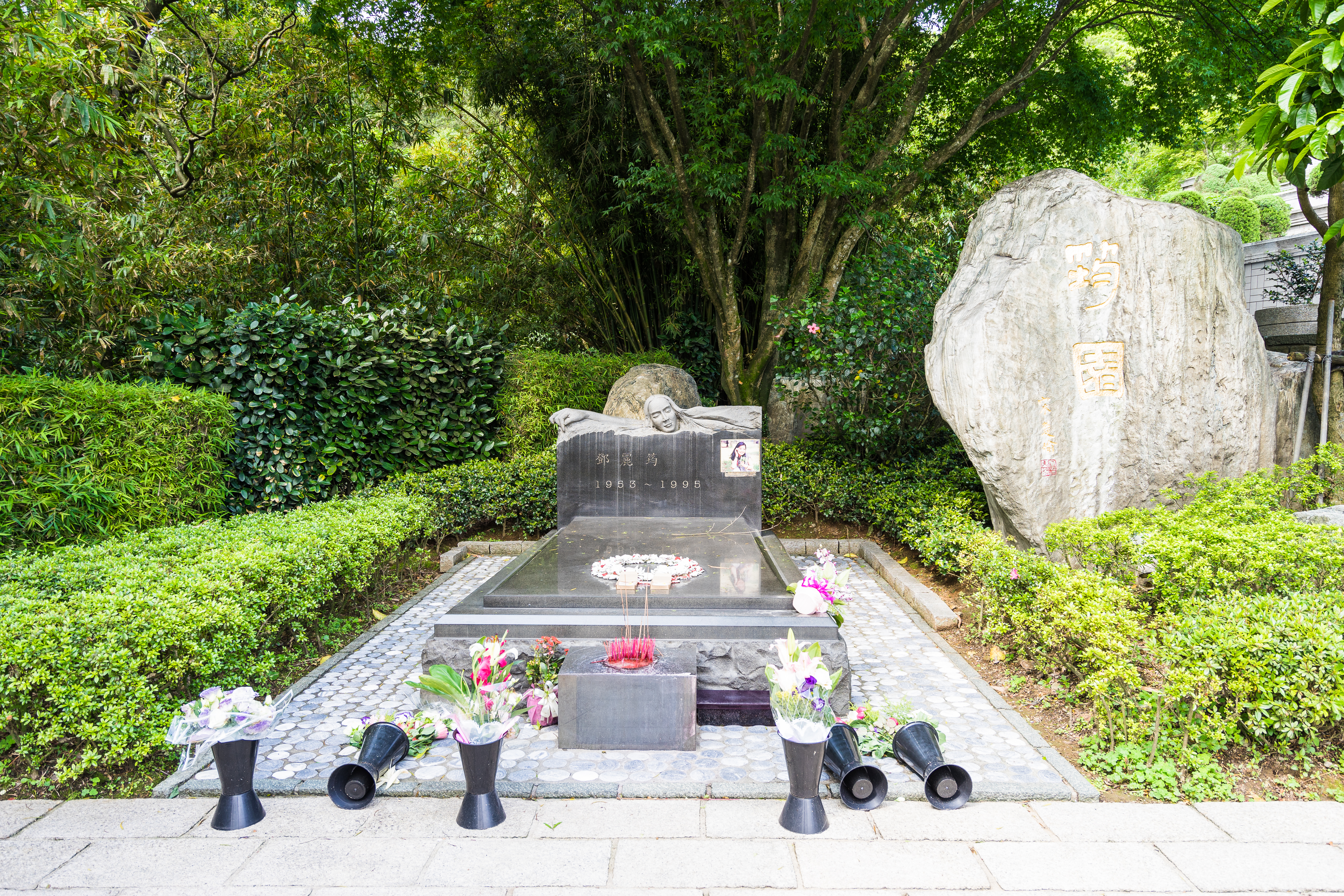
La tomba di Teresa Teng nel cimitero di Jinshan

Francobollo del 1996 dall'Abcasia in onore di Teng

L'8 Maggio 1995, Teresa Teng è morta all'età di 42 anni (43, secondo il metodo cinese di considerare l'età) a Chiang Mai, Thailandia, a causa di un gravissimo attacco d'asma. Aveva sofferto di tale malattia durante tutta la sua età adulta. A Taiwan le fu concesso un funerale di stato, con tanto di bandiera della Repubblica di Cina drappeggiata sulla bara e la partecipazione, tra le migliaia di fan presenti al funerale, dell'allora presidente di governo Lee Teng-hui.
Fu sepolta sul versante di una montagna al Chin Pao San, cimitero del distretto di Jinshan nella Contea di Taipei, situata a nord dell'isola. Il sito della tomba presenta una statua della cantante, accompagnata da una grande tastiera di pianoforte elettronica installata a terra, che i visitatori possono "suonare" camminandoci sopra. La tomba è visitatissima dai fan della cantante, contro le più classiche usanze della cultura cinese di evitare i luoghi dove riposano i morti.
Una casa, da lei acquistata nel 1986 a Hong Kong Carmel Street 18, è divenuta meta di pellegrinaggio dei suoi ammiratori poco dopo la morte. Nel 2002 fu resa nota l'intenzione di vendere la casa per finanziare un museo a Shanghai. La vendita fruttò 32 milioni di dollari di Hong Kong. La casa chiuse al pubblico il 29 gennaio 2004, in quello che sarebbe stato il cinquantunesimo compleanno della cantante scomparsa.
Nel maggio del 1995, il conduttore Dalù della Radio di Shanghai dedicò la trasmissione della domenica mattina alla cantante taiwanese, scomparsa pochi giorni prima, nonostante la diffusione delle sue canzoni fosse osteggiata dalla rigida censura cinese. Il giornalista venne formalmente ammonito per questo.
Per commemorare il decimo anniversario della sua morte, la Teresa Teng Culture and Education Foundation ha lanciato una campagna intitolata "Feel Teresa Teng" che promuoveva, oltre ad un concerto in memoriam ad Hong Kong e Taiwan, un pellegrinaggio dei fan fino al suo santuario al cimitero Chin Pao San. Inoltre alcuni dei suoi vestiti, gioielli ed oggetti personali sono stati riuniti in una mostra allo Yuzi Paradise Archiviato il 18 settembre 2020 in Internet Archive., un parco artistico appena fuori Guilin, in Cina.
A maggio del 2002, è stata svelata al Madame Tussauds di Hong Kong la statua di cera di Teresa Teng.

## Influenze sulla cultura pop
- Le sue canzoni sono state cantate come cover da innumerevoli artisti e cantanti asiatici, tra i quali Faye Wong, che le ha dedicato un album di tributo intitolato Decadent Sounds of Faye (菲靡靡之音).
- Nel film di Hong Kong del 1996 Comrades - Almost a Love Story (甜蜜蜜 - Tiánmìmì), diretto da Peter Chan, figurano la tragedia ed il retaggio di Teresa Teng come intreccio secondario alla storia principale.
- Le sue canzoni compaiono nelle colonne sonore di innumerevoli film, non solamente asiatici. Un esempio è Colpo grosso al drago rosso - Rush Hour 2, con Jackie Chan.  Nel film Gomorra (2008) di Matteo Garrone, tratto dall'omonimo romanzo di Saviano, Teresa Teng canta il brano Xiao cheng gu shi
- Nel 2007, il canale televisivo giapponese TV Asahi ha prodotto un tanpatsu (単発, film tv) a lei dedicato, intitolato Teresa Teng Monogatari (テレサ・テン物語)[11], per commemorare il tredicesimo anniversario della sua morte. Il ruolo di Teresa è stato interpretato dall'attrice Yoshino Kimura.
- Teresa Teng, Judy Ongg (1950-), Agnes Chan (1955-), Ouyang Feifei (1949-) e Yu Yar sono state nominate le "Cinque Grandi Dive dell'Asia" negli anni '70 ed '80, grazie alla loro enorme popolarità multiculturale. La musica di Teresa Teng, tra di esse, è quella che ha mantenuto di più la fama fino ai giorni nostri.

## Premi giapponesi
Teresa Teng ha ricevuto un certo numero di premi in Giappone:
- "Cantante Emergente" per 「空港」 (Kūkō), nel 1974
- "Premio d'Oro" per 「時の流れに身をまかせ」 (Toki no Nagare ni Mi o Makase), nel 1986
- "Gran Premio" per 「つぐない」 (Tsugunai), nel 1984; per 「愛人」 (Aijin), nel 1985; per 「時の流れに身をまかせ」 (Toki no Nagare ni Mi o Makase), nel 1986. Questa è stata la prima volta che un artista ha vinto il "Gran Premio" per tre anni consecutivi.
- "Cantante Prominente" per 「別れの予感」 (Wakare no Yokan), nel 1987
- "Premio Musicale Cable Radio" per 「別れの予感」 (Wakare no Yokan), nel 1987 e nel 1988
- "Premio Cable Radio al Merito Speciale" (有線功労賞), nel 1995, per aver vinto il "Gran Premio" tre volte consecutive.